# Ива Гуддинга
И́ва Гуддинга (лат. Salix gooddingii) — вид цветковых растений из рода Ива (Salix) семейства Ивовые (Salicaceae).

## Распространение и экология
Произрастает на юго-западе США и в северной Мексике, где селится на хорошо увлажнённых территориях во многих местах обитания от гор до пустыни. Обычный прибрежный вид ив.

## Ботаническое описание
Дерево, достигающие от 3 до 30 м в высоту, с толстой бороздчатой корой и множеством тонких ветвей. Листья до 13 см в длину, обычно ланцетной формы, по краям мелко зазубренные. Молодые листья покрыты волосками. Соцветия — сережки, длиной до 8 см.

## Таксономия
Salix gooddingii C.R.Ball Botanical Gazette 40(5): 376—377, pl. 12, f. 1-2. 1905.
Вид назван в честь ботаника и собирателя растений Лесли Ньютона Гуддинга, знатока североамериканских растений.

### Синонимы
- Salix nigra var. vallicola Dudley, 1904
- Salix vallicola (Dudley) Britton, 1908)
- Salix gooddingii var. vallicola (Dudley) C.R.Ball, 1946
- Salix gooddingii var. variabilis C.R.Ball, 1950
- Pleiarina gooddingii (C.R.Ball) N.Chao & J.Liu, 2010